# Kolorowy Szlak Karpia w Dolinie Baryczy
Kolorowy Szlak Karpia w Dolinie Baryczy – szlak turystyczny po najważniejszych atrakcjach, zabytkach, miejscach aktywności i edukacji regionalnej oraz przyrodniczej w Parku Krajobrazowym Dolina Baryczy. Region, położony na pograniczu województwa dolnośląskiego i wielkopolskiego wzdłuż rzeki Barycz, słynie z tradycji hodowli karpia w okolicznych stawach (Stawy Milickie S.A.). Co roku organizowane są także Dni Karpia w Miliczu. 
Głównym celem projektu jest oznaczenie i połączenie w jeden szlak najciekawszych atrakcji Doliny Baryczy poprzez ustawienie przy zabytkach, miejscach z ciekawą ofertą rekreacyjną kolorowych, a tym samym przyciągających uwagę przestrzennych figur w kształcie karpia. Aktualnie na szlaku znajduje się 29 rzeźb. 
Szlak ma dedykowaną aplikację, w której znajduje się mapa z miejscami turystycznymi, które reklamują poszczególne rzeźby. Można także otrzymać papierową mapę w miejscach na szlaku lub wydrukować ze strony internetowej szlaku, a następnie zbierać na niej pieczątki. Po uzbieraniu pieczątek z wszystkich miejsc i zrobieniu zdjęć figurom karpi, można wziąć udział w konkursie i wygrać produkty lokalne oznaczone znakiem Dolina Baryczy Poleca.

## Geneza powstawania szlaku
W 2014 roku stowarzyszenie Partnerstwo dla Doliny Baryczy rozpoczęła realizowanie projektu „Kolorowo karpiowo”, dofinansowanego w wysokości 90 tys. zł ze źródeł Polsko – Amerykańskiej Fundacji Wolności. Projekt początkowo miał na celu stworzenie ok. 20 przestrzennych figur karpi w o długości 2 m, wysokości prawie 80 cm i szerokości 30 cm, które zostały umieszczone w najatrakcyjniejszych miejscach Doliny Baryczy, tworząc szlak turystyczny po ciekawych obiektach architektonicznych, rekreacyjnych oraz w miejscach plenerowych w regionie wspomnianego parku krajobrazowego. Jednym z etapów projektu był konkurs plastyczny „Karp jak malowany” skierowany do dzieci i młodzieży ze szkół w Dolinie Baryczy. Mieli oni wykonać wizerunki karpi w oryginalnym rozmiarze, dowolną techniką, inspirowane ciekawymi miejscami Doliny Baryczy. Do konkursu zostały zgłoszone 1279 prace plastyczne, wykonane przez dzieci i młodzież z 32 szkół. Aż 22 byli aktywnymi uczestnikami programu „Edukacja dla Doliny Baryczy”. Największą aktywnością uczniów w konkursie wykazały się cztery szkoły: Przedszkole Samorządowe z Oddziałem Przedszkolnym w Sośni, Szkoła Podstawowa nr 1 im. Polskich Noblistów w Twardogórze, Gimnazjum w Świecy (gm. Odolanów) oraz Zespół Szkół im. Piastów Śląskich w Bukowicach (gm. Krośnice). Uczniowie tych placówek zostali zaproszeni do wzięcia udziału w malowaniu figur karpi przez artystów w połowie grudnia 2014 na terenie Kreatywnego Obiektu Multifunkcyjnego w Miliczu.
Najpiękniejsze i najbardziej kreatywne prace posłużyły za inspiracje dla osób studiujących w Akademii Sztuk Pięknych we Wrocławiu, którzy następnie wykonali autorskie malowidła na figurach przestrzennych karpi. Artyści zostali również wyłonieni w konkursie. Konkurs „Artystyczne karpiowanie” polegał na stworzeniu projektu malarskiego bądź graficznego karpia, inspirowanego pracami plastycznymi dzieci, które wzięły udział w konkursie dla szkół i przedszkoli, jak również najbardziej interesującymi lokalizacjami Doliny Baryczy. W konkursie udział wzięły 22 osoby, które nadesłały łącznie 120 projektów. Zwycięskie projekty były nagradzane nagrodą finansową w wysokości od 500 do 1500 zł. Koordynatorem artystycznym projektu został Filip Górnicki – pochodzący z Milicza malarz, który ukończył kierunek malarstwo na Akademii Sztuk Pięknych we Wrocławiu.
Wszystkie działania, które były podejmowane w ramach konkursu Kolorowo Karpiowo, były związane z programem Lokalne Partnerstwa PAFW.

## Rzeźby Kolorowego Szlaku Karpia w Dolinie Baryczy
| L.p. | Zdjęcie rzeźby karpia | Miejsce, w którym znajduje się rzeźba                                                       | Autor/ka           |
| 1.   |                       | Akwarium przy ścieżce rowerowej trasą kolejki wąskotorowej                                  | Lena Wybraniec     |
| 2.   |                       | Campus Domasławice                                                                          |                    |
| 3.   |                       | Centrum Bioróżnorodności Doliny Baryczy nad zalewem w Miliczu                               |                    |
| 4.   |                       | Centrum Edukacyjno-Turystyczne NATURUM Stawy Milickie SA w Rudzie Sułowskiej                |                    |
| 5.   |                       | Centrum Edukacyjno – Turystyczno – Sportowe w Krośnicach                                    |                    |
| 6.   |                       | Chata Regionalna i gniazdo bociana (on-line) w Przygodzicach                                | Sandra Rzeszutek   |
| 7.   |                       | Drewniany kościół św. Macieja w Trzebicku                                                   | Adam Chmielewski   |
| 8.   |                       | Gospodarstwo Rybackie w Rudzie Żmigrodzkiej                                                 |                    |
| 9.   |                       | Kąpielisko Antonin, staw Szperek                                                            | Justyna Strąk      |
| 10.  |                       | Kompleks rekreacyjny Górecznik w Antoninie                                                  |                    |
| 11.  |                       | Kościół pw. św. Andrzeja Boboli w Miliczu                                                   | Grażyna Małkiewicz |
| 12.  |                       | Krośnicka Kolej Wąskotorowa                                                                 | Klaudia Zawada     |
| 13.  |                       | Łowisko i restauracja Teo w Cieszkowie                                                      |                    |
| 14.  |                       | Łowisko i smażalnia ryb „U Bartka”                                                          | Kamil Moskowczenko |
| 15.  |                       | Muzeum Bombki i Kreatywny Obiekt Multifunkcyjny w Miliczu                                   |                    |
| 16.  |                       | Odrestaurowany zabytkowy młyn parowy w Niesułowicach                                        |                    |
| 17.  |                       | Ostoja Konika Polskiego pod Miliczem                                                        | Lena Wybraniec     |
| 18.  |                       | Ośrodek edukacyjny ,,Dom Drzewa" LKP Lasy Doliny Baryczy w Wałkowej                         | Lena Wybraniec     |
| 19.  |                       | Ośrodek rekreacyjno-wypoczynkowy ,,Biały Daniel" w Sośniach i Pałac Myśliwski w Mojej Woli  | Karolina Balcer    |
| 20.  |                       | Pałac i park Maltzanów w Miliczu                                                            | Sandra Rzeszutek   |
| 21.  |                       | Pałac Myśliwski Radziwiłłów i Centrum edukacyjne LKP Lasy Rychtalskie, Nadleśnictwo Antonin | Filip Górnicki     |
| 22.  |                       | Park linowy w Odolanowie                                                                    |                    |
| 23.  |                       | Przystań kajakowa w Miliczu                                                                 | Klaudia Zawada     |
| 24.  |                       | Rynek i zabytki Cieszkowa                                                                   |                    |
| 25   |                       | Rynek i zabytki Sułowa                                                                      |                    |
| 26.  |                       | Wieża ptaków niebieskich nad stawem Grabownica                                              |                    |
| 27.  |                       | Zabytki Twardogóry                                                                          | Anna Kokocińska    |
| 28.  |                       | Zespół Pałacowo-Parkowy (dawny Pałac Hatzfeldtów) w Żmigrodzie                              | Sandra Rzeszutek   |
| 29.  |                       | Zespół Pałacowo-Parkowy w Goszczu (dawny Pałac Reichenbachów)                               |                    |